# Всеукраїнська літературно-мистецька премія імені Братів Богдана та Левка Лепких
Всеукраїнська літературно-мистецька премія імені Братів Богдана та Левка Лепких — всеукраїнська літературно-мистецька, громадсько-політична відзнака. Заснована 1991 редакцією журналу «Тернопіль». До 2005 — Всеукраїнська літературно-мистецька та громадсько-політична премія імені Братів Богдана та Левка Лепких.

## Про премію
Нею нагороджують людей, які зробили значний вклад у розвиток української культури.
Певний час (через відсутність коштів) премію не вручали. Стараннями ініціативної групи у складі Богдана Хаварівського, Романа Півторака, Михайла Ониськіва та інших у грудні 2008 року премію було відновлено.
Вручення та пошанування лауреатів Премії за кожен попередній рік проводиться у визначений Положенням термін — 22 січня, у День Соборності України. Вік учасника не обмежений. Необхідні матеріали: автобіографія, творчий життєпис у довільній формі, подання від громадської організації, перелік робіт, завірених громадською організацією. Матеріали приймаються протягом року. Розгляд у січні.

## Нагорода
Значок (автор — заслужений художник України Євген Удін (раніше був інший значок роботи заслуженого художника Україн Ярослава Омеляна), диплом, посвідчення, грошова винагорода (розмір установлюється щорічно).

## Громадська рада
Голови комісії в попередні роки — Олесь Гончар, Борис Хижняк; голови Ради Богдан Хаварівський (до липня 2016), Богдан Мельничук, Віктор Уніят (від листопада 2021),

заступник голови Ради Ігор Дуда
секретар-архівіст Ради Богдан Ничик
Членами Ради в різні роки були: Михайло Андрейчин, Богдан Андрушків, Олександр Астаф'єв, Василь Бабух, Василь Вітенко, Надія Волинець, Роман Гром'як, Надія Дирда, Ігор Дуда, Володимир Качкан, Василь Коломийчук, Степан Костюк, Богдан Климчук, Наталія Кузь, Степан Лукасевич, Богдан Мельничук, Ярослав Омелян, Михайло Ониськів, Михайло Тимошик, Віктор Уніят, Петро Федоришин, Олександр Федорук, Теодор Хмурич, Остап Черемшинський, Гаврило Чернихівський, Богдан Чепурко, Володимир Чубатий, Надія Білик, Іван Кузишин.

## Лауреати за роками

### 1992 рік
| Фото | Прізвище, ім'я   | Фах, посада                                                | За що присуджено                                                                                          |
| ---- | ---------------- | ---------------------------------------------------------- | --- |
|      | Володимир Вихрущ | вчений-економіст, поет, громадський і господарський діяч   | за збірку поезій «Світло душі», яка побачила світ у бібліотечці журналу «Тернопіль»                       |
|      | Левко Крупа      | письменник, журналіст, громадсько-політичний діяч, педагог | за історичну драму-легенду «Ой Морозе, Морозенку», опубліковану в журналі «Тернопіль» (№ 2, 3, 4) за 1991 |

### 1993 рік
| Фото | Прізвище, ім'я                                            | Фах, посада                                                | За що присуджено |
| ---- | --------------------------------------------------------- | ---------------------------------------------------------- | --- |
|      | Богдан Бастюк                                             | письменник                                                 | за повість-хроніку «Сопигора», опубліковану в журналі «Тернопіль» у 1991–1993 рр.                                                            |
|      | Тернопільський академічний обласний театр актора і ляльки | Культурно-мистецький заклад у м. Тернопіль                 | за постановку творів забутих українських письменників, зокрема «Казки про Ксеню і дванадцять місяців» Б. Лепкого, інсценізація Б. Мельничука |
|      | Петро Тимочко                                             | поет, і перекладач, драматург, публіцист, громадський діяч | за серію художніх перекладів і за поетичну збірку «На канадській землі»                                                                      |

### 1994 рік
| Фото | Прізвище, ім'я       | Фах, посада                                                                            | За що присуджено |
| ---- | -------------------- | -------------------------------------------------------------------------------------- | --- |
|      | Іван Низовий         | поет (м. Луганськ)                                                                     | за добірку віршів, опублікованих у журналі «Тернопіль»                                                                |
|      | Ярослав Омелян       | художник, громадський діяч                                                             | за художнє оформлення низки книжок, виданих у бібліотечці журналу «Тернопіль» і за ескіз першого лауреатського значка |
|      | Георгій Петрук-Попик | поет, прозаїк, публіцист, лікар, громадсько-політичний діяч                            | за збірку віршів «Співоче Поле» й публікації в часописах останнього часу                                              |
|      | Василь Подуфалий     | педагог, фольклорист, краєзнавець, громадський діяч, самодіяльний композитор, художник | за музику, написану на тексти Богдана Лепкого і за впорядкування низки його книг                                      |
|      | Роман Смик           | лікар, громадський і культурний діяч, меценат (США)                                    | за реабілітацію творчої спадщини Б. Лепкого і повернення її в Україну                                                 |

### 1995 рік
| Фото | Прізвище, ім'я    | Фах, посада                                                                                   | За що присуджено |
| ---- | ----------------- | --------------------------------------------------------------------------------------------- | --- |
|      | Микола Ільницький | літературознавець, критик, публіцист, поет, перекладач (м. Львів)                             | за велику літературознавчу роботу із дослідження творчості Б. Лепкого, повернення його імені Україні та за перевидання двотомника творів Б. Лепкого |
|      | Федір Погребенник | історик української літератури, фольклорист, письменник, громадсько-культурний діяч (м. Київ) | за літературно-критичні нариси, сценарії фільмів про братів Лепких і наукову розвідку «Богдан Лепкий — український письменник з Поділля»            |
|      | Олег Полянський   | історик, педагог, громадський діяч                                                            | за пропаґандистську діяльність з духовного відродження України                                                                                      |
|      | Степан Сапеляк    | письменник, публіцист, літературознавець, громадський діяч (м. Харків)                        | за численні добірки поезій, опубліковані у періодичній пресі, зокрема в журналі «Тернопіль» і газеті «Русалка Дністрова»                            |
|      | Микола Сивіцький  | вчений, літературознавець, публіцист (Польща)                                                 | за книжку «Богдан Лепкий. Життя і творчість» |

### 1996 рік
| Фото | Прізвище, ім'я | Фах, посада                                 | За що присуджено                                                                                    |
| ---- | -------------- | ------------------------------------------- | --------------------------------------------------------------------------------------------------- |
|      | Надія Волинець | громадська й культурна діячка (м. Бережани) | за популяризацію творчості братів Богдана і Левка Лепких на Тернопільщині                           |
|      | Борис Демків   | поет, публіцист, перекладач                 | за збірку ліричних пісень «Квіти ромена» та поему «Сповідь Богдана Лепкого перед десятьма свічками» |

### 1997 рік
| Фото | Прізвище, ім'я   | Фах, посада                                                               | За що присуджено |
| ---- | ---------------- | ------------------------------------------------------------------------- | --- |
|      | Роман Гром'як    | літературознавець, публіцист, критик, педагог, громадсько-політичний діяч | за пропаганду та популяризацію імені і творчої спадщини Б. Лепкого, художньо-публіцистичний роман у двох книгах «Вертеп»                                             |
|      | Ігор Ґерета      | археолог, мистецтвознавець, історик, громадсько-політичний діяч           | за громадсько-політичну, публіцистичну діяльність з духовного відродження краю                                                                                       |
|      | Богдан Кусень    | громадський діяч, літератор                                               | за науково-практичну роботу з пропаганди творчості братів Б. і Л. Лепких та організацію діяльності обласного літературно-просвітницького товариства імені Б. Лепкого |
|      | Петро Перебийніс | поет, драматург, редактор, публіцист, громадський діяч                    | за збірки останніх років «Точний час», «На світанку роси» |
|      | Віктор Ющенко    | державний і політичний діяч, фінансист                                    | за роботу із зміцнення економіки України, запровадження державної валюти, розбудову банківської системи                                                              |

### 1998 рік
| Фото | Прізвище, ім'я                                   | Фах, посада                                                                                            | За що присуджено                                                                                             |
| ---- | ------------------------------------------------ | --- | --- |
|      | Богдан Андрушків                                 | економіст, громадський діяч, письменник                                                                | за активну наукову, літературну і громадсько-політичну діяльність                                            |
|      | Бережанський народний аматорський хор «Просвіта» | | за концертну діяльність 1991–1997 років, пропаганду пісенної спадщини братів Богдана та Левка Лепких         |
|      | Роман Бойко                                      | співак, педагог, громадський діяч                                                                      | за багаторічну виконавську діяльність, пропаганду стрілецьких пісень на твори Богдана та Левка Лепких        |
|      | Зиновій Головацький                              | диригент, хормейстер                                                                                   | із хором «Просвіта» (м. Бережани)                                                                            |
|      | Копичинецький народний театр ім Б. Лепкого       | Самодіяльний драматичний театр міського центру культури й дозвілля в м. Копичинці Гусятинського району | за постановку вистави «Мазепа, гетьман український» Б. Мельничука за Б. Лепким                               |
|      | Ярослава Мазурак                                 | співачка, діячка культури, краєзнавець, самодіяльний композитор (м. Бережани)                          | за пропаганду пісенної спадщини братів Богдана та Левка Лепких                                               |
|      | Петро Медведик                                   | літературознавець, фольклорист, етнограф, бібліограф, мистецтвознавець                                 | за низку фольклорно-літературних збірок, ряд статей про життєвий і творчий шлях родини Лепких                |
|      | Осип Петраш                                      | літературознавець, критик, педагог                                                                     | за наукові розвідки про Лепких, монографію «Подвижники української ідеї. Маркіян Шашкевич та його побратими» |
|      | Йосип Сагаль                                     | співак, педагог                                                                                        | за багаторічну виконавську діяльність, пропаганду стрілецьких пісень та пісень на твори братів Лепких        |
|      | Михайло Слабошпицький                            | прозаїк, критик, літературознавець, публіцист, громадський діяч (м. Київ)                              | за книгу «З голосу нашої Кліо»                                                                               |
|      | Олександр Устенко                                | вчений у галузі економіки, педагог, громадсько-політичний діяч                                         | за вагомий внесок у підготовку висококваліфікованих спеціалістів у різних галузях народного господарства     |

### 1999 рік
| Фото | Прізвище, ім'я  | Фах, посада                                                               | За що присуджено                                                          |
| ---- | --------------- | ------------------------------------------------------------------------- | ------------------------------------------------------------------------- |
|      | Ярослав Бабуняк | диригент, співак, бандурист, громадсько-культурний діяч (Велика Британія) | разом із хором «Гомін», за пропаганду української пісні за межами України |
|      | «Гомін»         | Український чоловічий хор                                                 | за пропаганду української пісні за межами України                         |

### 2000 рік
| Фото | Прізвище, ім'я   | Фах, посада                                                                          | За що присуджено |
| ---- | ---------------- | ------------------------------------------------------------------------------------ | --- |
|      | Микола Климишин  | вчений-літературознавець, діяч ОУН                                                   | за популяризацію в діаспорі творчості Богдана та Левка Лепких |
|      | Роман Коритко    | письменник                                                                           | за серію істерико-публіцистичних розвідок з життя родини Сильвестра, Богдана і Левка Лепких                                                                          |
|      | Богдан Мельничук | письменник, редактор, журналіст, краєзнавець                                         | за перші в сучасній Україні інсценізації за творами Богдана Лепкого «Мазепа — гетьман України», «Сотниківна» та літературознавчу пошукову роботу                     |
|      | Михайло Ониськів | краєзнавець, літературознавець, громадсько-політичний діяч                           | за пошукові роботи і публікації раніше заборонених творів братів Лепких на сторінках журналу «Тернопіль» та за активну літературну і громадсько-політичну діяльність |
|      | Юлія Тимошенко   | державна і політична діячка, Прем'єр-Міністр України, економіст-кібернетик (м. Київ) | за вагомий вклад у стабілізацію, енергетичного комплексу України, виважену політичну діяльність та зміцнення престижу України у світі                                |
|      | Василь Тракало   | журналіст, письменник, громадський діяч (м. Бучач)                                   | за роман «Колонія» |

### 2001 рік
| Фото | Прізвище, ім'я        | Фах, посада                                                             | За що присуджено |
| ---- | --------------------- | ----------------------------------------------------------------------- | --- |
|      | Валерій Залізний      | літератор, громадський діяч, художник-аматор, співак, композитор-аматор | за пропаганду творчості братів Б. та Л. Лепких на Східній Україні та низку пісенно-поетичних збірок                                             |
|      | Ганна Костів-Гуска    | лікар, поетка, перекладачка, громадсько-політична діячка                | за поетичні збірки «Червоні коралі», «Голгофа», «Страстна дорога», «Зелені свята», «Зона» і книгу перекладів з білоруської «Неприручена пташка» |
|      | Гаврило Чернихівський | літературознавець, краєзнавець, історик                                 | за низку дослідницьких праць з літературознавства та краєзнавства", зокрема про перебування Б. Лепкого у Кременці у 1935 році                   |

### 2002 рік
| Фото | Прізвище, ім'я     | Фах, посада | За що присуджено |
| ---- | ------------------ | --- | --- |
|      | Григорій Баран     | поет, журналіст, громадський діяч | за книги поезій «Підпалені присмерки» і «В гучнім оркестрі завірюх»                                                  |
|      | Іван Гермаківський | письменник, журналіст, фольклорист | за серію романів на національно-визвольну тематику                                                                   |
|      | «Заграва»          | Народний аматорський хор національно-патріотичної пісні | за популяризацію на теренах України національно-патріотичних пісень                                                  |
|      | Володимир Качкан   | письменник, фольклорист, етнограф, літературознавець, пресознавець, журналіст, історик етнокультури, педагог, громадсько-освітній діяч (м. Івано-Франківськ) | за серію джерелознавчих книг «Хай святиться ім'я твоє» та наукові дослідження життя і творчої спадщини родини Лепких |
|      | «Кобзар»           | Заслужена самодіяльна капела бандуристів (с. Струсів Теребовлянського району)                                                                                | за популяризацію пісень на слова Богдана і Левка Лепких                                                              |
|      | Ярослав Сачко      | письменник, залізничник | за літературну діяльність останніх років, поетичну збірку «Ломикамінь»                                               |

### 2003 рік
| Фото | Прізвище, ім'я      | Фах, посада                                                                      | За що присуджено |
| ---- | ------------------- | -------------------------------------------------------------------------------- | --- |
|      | «Бурлака»           | Ансамбль полонених вояків 1-ї Української дивізії Української Національної Армії | за популяризацію української пісні, національно-визвольних змагань та за подвижницьку гуманітарну місію                                                                        |
|      | Надія Дирда         | культурно-освітня діячка, краєзнавець                                            | за широкомасштабну та багаторічну пропаганду творчої спадщини Б. і Л. Лепких та їх батька Сильвестра Лепкого на Бережанщині                                                    |
|      | Євген Зозуляк       | журналіст, письменник                                                            | за збірки поезій останніх років «Політ світлячка в темряві», «Голуб і поет» та «Соло для камерного хору»                                                                       |
|      | Орест Савка         | актор, режисер, сценарист, громадський діяч                                      | за багаторічну режисерську і сценічну діяльність, популяризацію творчості Богдана і Левка Лепких                                                                               |
|      | Уляна Скальська     | вчений у галузі хімії, громадсько-культурна діячка (м. Івано-Франківськ)         | за велику подвижницьку працю в справі повернення Прикарпаттю імені та творчості братів Лепких і їхнього батька Сильвестра                                                      |
|      | Богдан Хаварівський | архівіст, педагог, краєзнавець, громадсько-культурний діяч, літератор            | за плідну роботу у справі відкриття нових архівних даних з історії національно-визвольних змагань, науково-пошукову діяльність та популяризацію творчої спадщини родини Лепких |

### 2005 рік
| Фото | Прізвище, ім'я      | Фах, посада                                                  | За що присуджено                                                                                     |
| ---- | ------------------- | ------------------------------------------------------------ | --- |
|      | Богдан Головин      | історик, педагог, публіцист, громадсько-освітній діяч        | за активну громадсько-політичну та публіцистичну діяльність                                          |
|      | Володимир Кіріндась | інженер-зв'язківець, громадський діяч, літератор             | за збірки поезій 2001–2005 років                                                                     |
|      | Володимир Литвин    | державний і політичний діяч                                  | за вагомий особистий внесок у процеси українського національного державотворення                     |
|      | Кузьма Смаль        | композитор, фольклорист, музикоетнолог, педагог (м. Кіцмань) | за збереження й популяризацію української пісенної творчості                                         |
|      | Петро Сорока        | письменник, літературознавець, редактор, видавець            | за вагомий вклад у сучасну літературну критику, полемічну і публіцистичну діяльність у 2001–2004 рр. |

### 2006 рік
| Фото | Прізвище, ім'я    | Фах, посада                             | За що присуджено |
| ---- | ----------------- | --------------------------------------- | --- |
|      | Ярослав Злонкевич | композитор, музикант, педагог           | за плідну роботу в розвитку української музичної творчості, композиторську діяльність та пропагування творів братів Б. та Л. Лепких |
|      | Борис Хижняк      | письменник, журналіст, громадський діяч | за серію оповідань, повістей і романів з життя тернопільського краю                                                                 |

### 2008 рік
| Фото | Прізвище, ім'я                                      | Фах, посада                                                                                 | За що присуджено                                                          |
| ---- | --------------------------------------------------- | ------------------------------------------------------------------------------------------- | ------------------------------------------------------------------------- |
|      | Надія Білик                                         | літературознавець (м. Тернопіль)                                                            | за публікації в галузі лепкознавства останніх років                       |
|      | Володимир Вознюк                                    | поет, літературознавець, есеїст, перекладач, культуролог (м. Чернівці)                      | за збірки поезій і науково-краєзнавчих досліджень                         |
|      | Олександр Астаф'єв                                  | поет, перекладач, науковець (м. Київ)                                                       | за поетичні та літературознавчі книги                                     |
|      | Іван Демчишин                                       | літератор                                                                                   | за серію публікацій у журналі «Літературний Тернопіль» протягом 2008 року |
|      | Народний фольклорний театр танцю «Неопалима купина» | (керівник Василь Починок) Тернопільського вищого професійного училища № 4 імені М. Паращука | за концертну діяльність у 2005–2008 роках                                 |

### 2009 рік
- нагородження відбулося в Артгалереї Тернопільської обласної організації Національної спілки художників України.

| Фото | Прізвище, ім'я        | Фах, посада                                                                 | За що присуджено |
| ---- | --------------------- | --------------------------------------------------------------------------- | --- |
|      | Володимир Вермінський | співак, дириґент, аранжувальник, громадський діяч                           | за реалізацію історично-пізнавального концертно-естрадного проекту «Відлуння криївки» у 2009 році                                                             |
|      | Роман Лубківський     | поет, перекладач, науковець, громадський діяч, дипломат (м. Львів)          | за літературні твори і переклади останніх років, широку громадську діяльність на Тернопіллі у 2004–2009 роках                                                 |
|      | Іван Марчук           | художник (м. Київ)                                                          | за високомистецькі художні полотна останніх років, гідну репрезентацію Тернопільщини на всесвітньому рівні у 2004–2009 роках                                  |
|      | Роман Півторак        | педагог, громадський діяч, краєзнавець, меценат                             | за значний вклад у розвиток освіти, козацтва і краєзнавства області, популяризацію творчості всесвітньовідомого скульптора Михайла Паращука у 2004–2009 роках |
|      | Олександр Смик        | письменник, культуролог, поет-пісняр, виконавець власних текстів, драматург | за реалізацію історично-пізнавального концертно-естрадного проекту «Відлуння криївки» у 2009 році                                                             |

### 2010 рік
- нагородження відбулися 22 січня і 14 жовтня в Артгалереї Тернопільської обласної організації Національної спілки художників України.

| Фото | Прізвище, ім'я      | Фах, посада                                                | За що присуджено |
| ---- | ------------------- | ---------------------------------------------------------- | --- |
|      | Василь Івашків      | вчений-літературознавець, фольклорист (м. Львів)           | за серію монографічних досліджень з історії української літератури, підготовку і видання творів заборонених комуністичним режимом українських письменників |
|      | Ярослав Лемішка     | оперний і камерний співак                                  | за пропаганду української пісні за межами України та концертну діяльність останніх років                                                                   |
|      | Євген Безкоровайний | поет, голова ТОО НСПУ                                      | за поетичні книги «Душа як сонях» та «Осіння сльоза» |
|      | Віктор Уніят        | історик, краєзнавець, журналіст                            | за науково-краєзнавчі дослідження та публіцистичну діяльність                                                                                              |
|      | Євген Удін          | графік, громадський діяч                                   | за вагомий внесок у розвиток української книжкової графіки, сумлінну працю і високий професіоналізм та активну громадсько-культурну діяльність             |
|      | Остап Черемшинський | краєзнавець, етнограф, літературознавець, громадський діяч | за багатолітню популяризацію творчості Богдана, Левка та всієї родини Лепких                                                                               |

### 2011 рік
- нагородження відбулося 21 лютого 2012 року в Артгалереї Тернопільської обласної організації Національної спілки художників України.

| Фото | Прізвище, ім'я    | Фах, посада | За що присуджено |
| ---- | ----------------- | --- | --- |
|      | Микола Лазарович  | доцент Тернопільського національного економічного університету, докторант                                                       | за серію публікацій з історії України, зокрема українського січового стрілецтва |
|      | Наталія Гавдида   | викладач кафедри іноземних мов Тернопільського національного технічного університету імені І. Пулюя, кандидат філологічних наук | за популяризацію та утвердження імені і творчості Богдана Лепкого |
|      | Степан Стельмащук | композитор і диригент, професор, музикознавець і фольклорист                                                                    | за багаторічну подвижницьку працю на ниві української культури, дослідження творчості родини Лепких та книги останніх років (примітка: присуджено ще за життя, до вручення не дожив) |
|      | Михайло Станкевич | член-кореспондент Національної академії мистецтв України, доктор мистецтвознавства (м. Львів)                                   | за науково-творчі дослідження в царині українського мистецтвознавства та виховання молодих науковців                                                                                 |
|      | Олег Мосійчук     | режисер, народний артист України                                                                                                | за постановку в Тернопільському академічному обласному драматичному театрі імені Т. Шевченка вистави «Мазепа»                                                                        |
|      | Левко Різник      | письменник (м. Львів) | за романи останніх років, у тому числі опубліковані в журналі «Літературний Тернопіль» — «Поет і Пророк», «Доктор і Професор, або На шляху поступу»                                  |
|      | Микола Ткачук     | літературознавець, доктор філологічних наук, професор ТНПУ імені В. Гнатюка                                                     | за серію літературознавчих праць, зокрема дослідження та популяризацію творчої спадщини Богдана Лепкого                                                                              |

### 2012 рік
- нагородження відбулося 22 січня 2013 року в День соборності України в Тернопільському обласному художньому музеї

| Фото | Прізвище, ім'я  | Фах, посада                                                                               | За що присуджено |
| ---- | --------------- | ----------------------------------------------------------------------------------------- | --- |
|      | Володимир Барна | поет, відповідальний секретар Національної спілки письменників України (м. Київ)          | за активну літературно-мистецьку роботу на пошанування творчості Богдана Лепкого та книгу «Храм вічності душі»                                                               |
|      | Віктор Тупілко  | голова Всеукраїнської громадської організації інвалідів «Чорнобиль-допомога» (м. Донецьк) | за пропаганду української історії, літератури та мистецтва на Сході України                                                                                                  |
|      | Тамара Удіна    | член Національної спілки художників України, мистецтвознавець (Тернопіль-США)             | за вагомий внесок у розвиток українського образотворчого мистецтва, зокрема публікації останніх років у художніх каталогах та засобах масової інформації (вручено посмертно) |

### 2013 рік
- нагородження відбулося 22 січня 2015 року в День соборності України в Тернопільському обласному художньому музеї[2]

| Фото | Прізвище, ім'я    | Фах, посада                                                                                                 | За що присуджено |
| ---- | ----------------- | --- | --- |
|      | Михайло Андрейчин | голова осередку НТШ, доктор медицини, професор медичного університету імені І. Горбачевського               | за вагомий внесок у розвиток науки і культури та багаторічну популяризацію творчих досягнень видатних українських вчених і громадсько-культурних діячів |
|      | Олег Гончаренко   | член Національної спілки письменників України, поет, прозаїк, публіцист (м. Мелітополь Запорізької області) | за багаторічну творчу діяльність і за книгу поезій «Катрени оголошених картин (навіяне живописом Івана Марчука                                          |
|      | Ігор Дуда         | директор обласного художнього музею, заслужений працівник культури                                          | за творчі дослідження у царині українського мистецтвознавства та багаторічну краєзнавчу діяльність                                                      |
|      | Богдан Тихий      | заступник директора Державного історико-архітектурного заповідника (м. Бережани)                            | за популяризацію творчості братів Богдана та Левка Лепких і особистий внесок у збереження історико-культурної спадщини                                  |

### 2014 рік
- нагородження відбулося 22 січня 2015 року в День соборності України в Тернопільському обласному краєзнавчому музеї[3]

| Фото | Прізвище, ім'я                       | Фах, посада                          | За що присуджено                                                                            |
| ---- | ------------------------------------ | ------------------------------------ | ------------------------------------------------------------------------------------------- |
|      | Оксана Ваврик                        | мистецтвознавець                     | за монографічні дослідження та книгу «Кобзарські школи в Україні»                           |
|      | Тернопільська обласна школа мистецтв | (директор Остап Гайдукевич)          | за вагомий внесок у розвиток національної культури та високоорганізований навчальний процес |
|      | Іван Максимів                        | видавець, громадсько-політичний діяч | за багаторічну видавничу діяльність і популяризацію творчої спадщини Братів Лепких          |
|      | Богдан Ничик                         | редактор                             | за громадсько-культурну діяльність і серію статей про творчість Богдана Лепкого             |

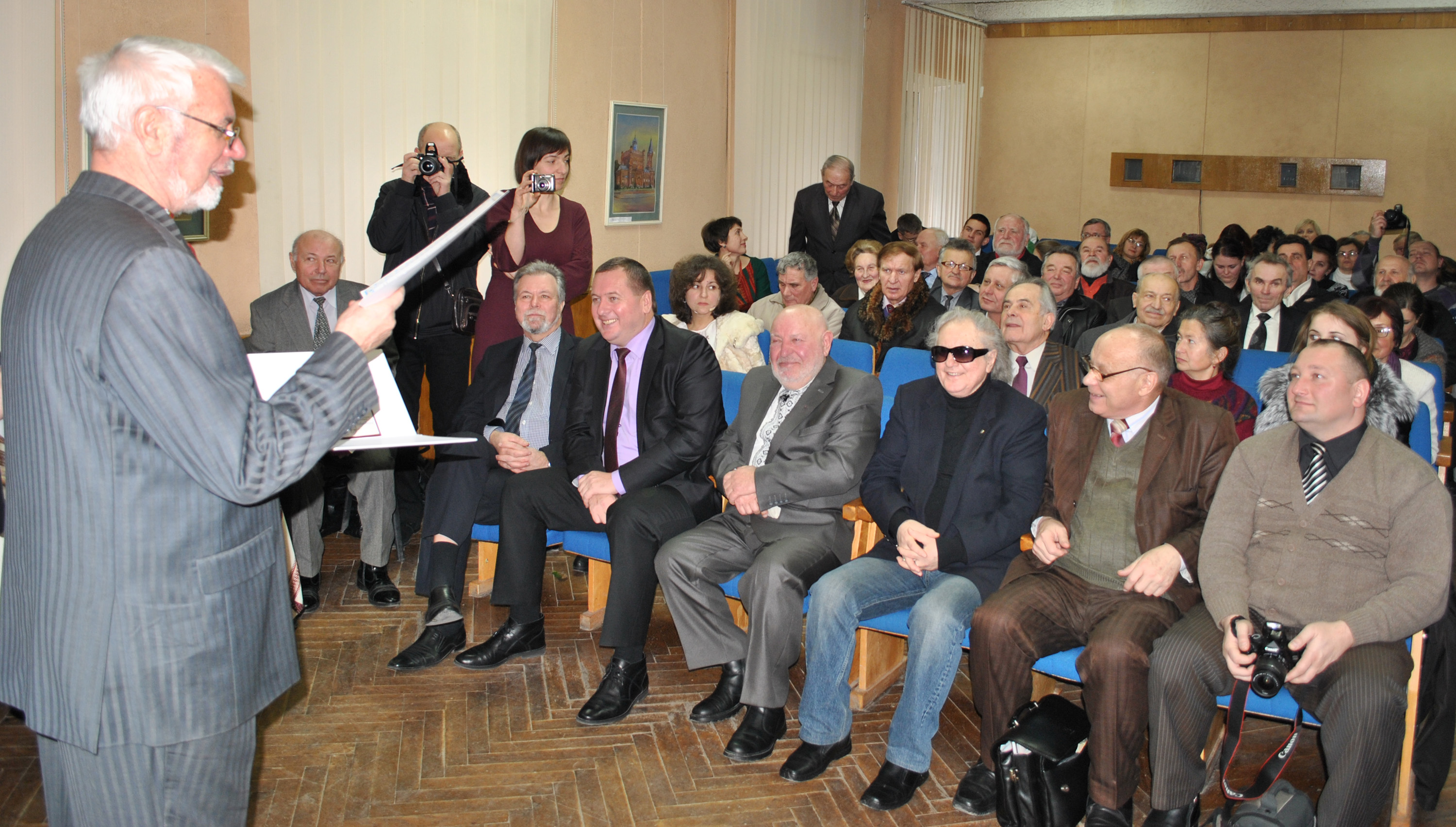
Ведучий заходу Богдан Хаварівський
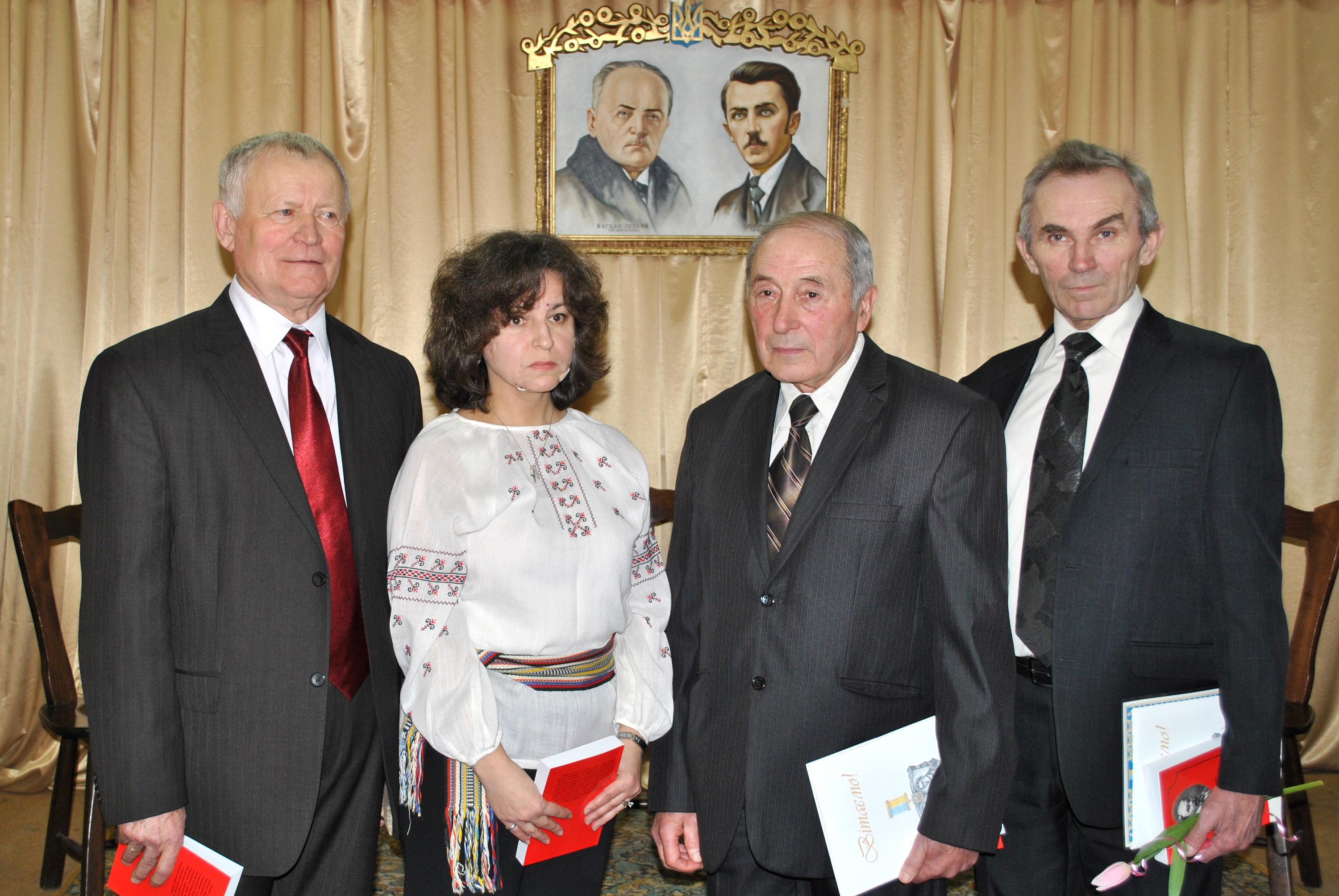
Лауреати премії 2014 року: Тернопільська обласна школа мистецтв (директор Остап Гайдукевич), Оксана Ваврик, Богдан Ничик, Іван Максимів
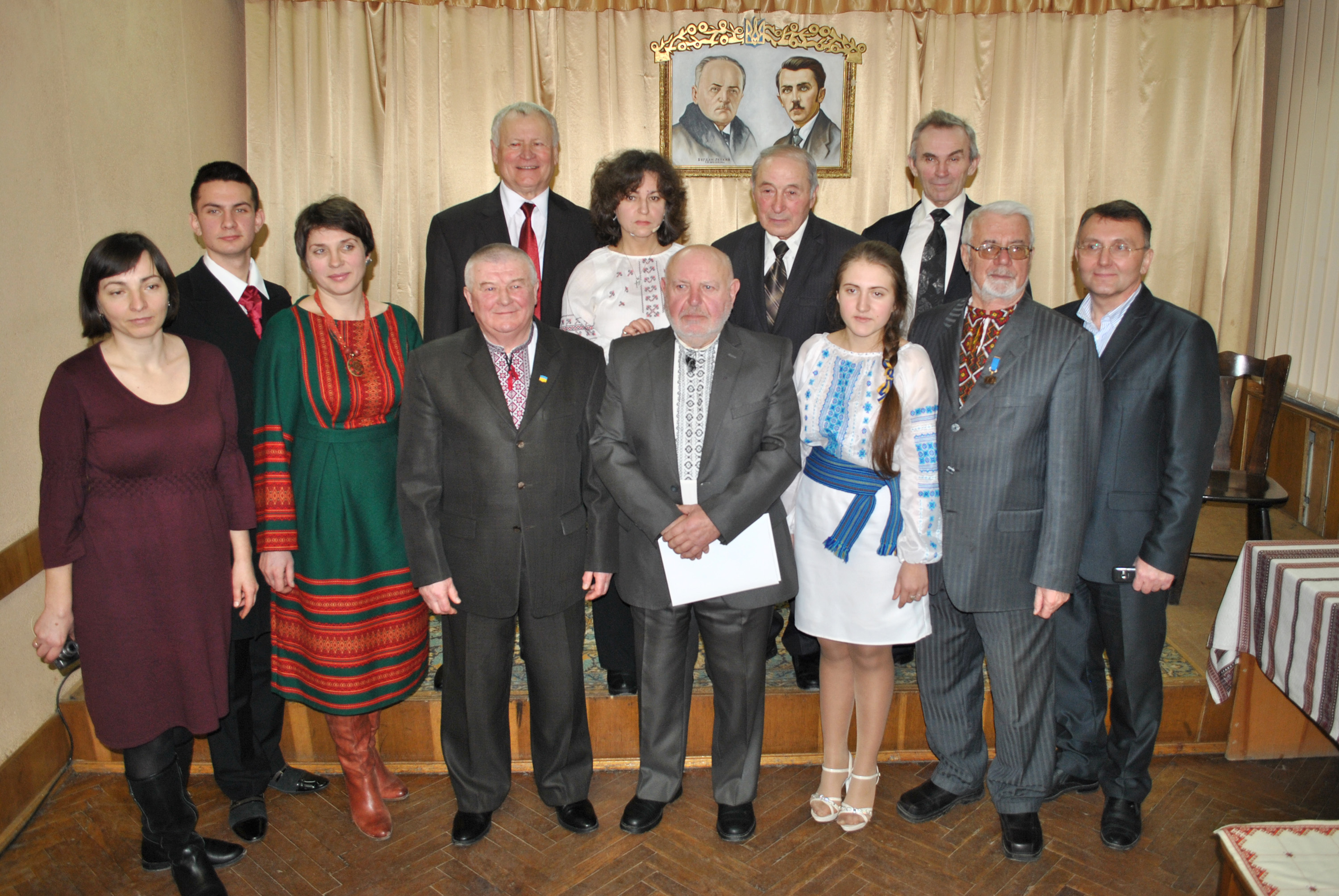
Лауреати премії 2014 року з побратимами по культурно-мистецькому цеху

### 2015 рік
- нагородження відбулося в Тернополі 14 лютого 2016 року в Артгалереї Тернопільської обласної організації Національної спілки художників України.

| Фото | Прізвище, ім'я            | Фах, посада                                                                  | За що присуджено                                                                                          |
| ---- | ------------------------- | ---------------------------------------------------------------------------- | --- |
|      | Олег Герман               | науковець, письменник, громадський діяч                                      | за літературно-мистецькі твори і просвітницьку діяльність у засобах масової діяльності                    |
|      | Богдан Ткачик             | художник, громадський діяч                                                   | за цикл художніх полотен «Хресна дорога України» та активну громадську позицію                            |
|      | Валентина Семеняк-Штангей | членкиня Національної спілки письменників України, журналістка, фотохудожник | за багаторічну літературну та журналістську працю                                                         |
|      | Олег Тернопільський       | педагог, вчитель                                                             | за багаторічну педагогічну діяльність та за збереження пам'яті про Богдана Лепкого для майбутніх поколінь |

### 2016 рік
- нагородження відбулося в Тернополі 22 січня 2017 року в Тернопільській обласній філармонії.

| Фото | Прізвище, ім'я                 | Фах, посада | За що присуджено |
| ---- | ------------------------------ | --- | --- |
|      | Ігор Фарина                    | журналіст, літератор, перекладач | за книги есеїстки «Вогнище на дощі» (2011), «Шумська мелодія» (2012), повість «Кулемет» (2016)                                        |
|      | Леся Мацьків                   | співачка, педагог, диригент, композитор, ведуча концертних програм                                                                                   | за поетичну, композиторську, педагогічну і благодійну діяльність останніх років                                                       |
|      | Людмила та Олексій Покусінські | художники, етнографи, педагоги, доценти кафедри декоративно-прикладного мистецтва філії ПДУ ім. Т. Г. Шевченка в м. Рибниці (Молдова, Придністров'я) | за монографію «Борщівська народна сорочка. Матеріали. Крій. Техніки шитва. Колекція Борщівського краєзнавчого музею» (2012)           |
|      | Василь Фольварочний            | поет, прозаїк і драматург | за роман-епопею «Симон Петлюра» у п’яти книгах (2009–2014), роман «Хрещеники Сталіна» (2012) і роман-сповідь «Розчахнута душа» (2014) |

### 2017 рік
| Фото | Прізвище, ім'я        | Фах, посада | За що присуджено |
| ---- | --------------------- | --- | --- |
|      | Олег Купчинський      | доктор історичних наук, почесний голова Наукового товариства імені Шевченка, відповідальний редактор «Енциклопедії НТШ» і «Записок НТШ» | за серію літературо — і мистецтвознавчих досліджень останніх років |
|      | Лариса Михальська     | тележурналістка | за цикл (майже 200) програм ТТБ «Відверті діалоги» |
|      | о. Василь Погорецький | письменник, доктор теологічних і кандидат історичних наук                                                                               | за книги прози та поезії «На роздоріжжі» (2013), «Хрест на вістрі буття» (2014), «Україна іде…» (2016), «Рахманне роздолля» (2017) та публікації під рубрикою «Духовні обереги» в журналі «Літературний Тернопіль» |
|      | Олег Шупляк           | заслужений художник України | за серії живописних картин «Двовзори» та «Рідна земля» |

### 2018 рік
| Фото | Прізвище, ім'я | Фах, посада | За що присуджено |
| ---- | -------------- | --- | --- |
|      | Василь Савчук  | поет, прозаїк, драматург, публіцист, редактор, член Національних спілок письменників, журналістів і краєзнавців України, член НТШ | за різножанрові книги останніх років, зокрема «Листки по Липі Золотій», «Блудні будні» (обидві – 2012), «На вечірній кладці» (2014), «Тернинки з глибинки» (2017), Триесірний Ґеньо з Трої» (2016, 2018) і поему «Краківські ночі Богдана Лепкого (журнал «Літературний Тернопіль», 2018) |
|      | Колектив       | укладачі словника «Фразеологізмів у творах Богдана Лепкого» (2010, 2018 – видання 2-е доповнене): професор Стефанія Панцьо (автор проекту і головний редактор); професор Тетяна Вільчинська; доцент Ірина Бабій; доцент Наталія Лісняк; доцент Ніна Свистун; кандидат філологічних наук Марія Наливайко, доцент Тетяна Миколенко, доцент Наталія Парасін – усі науковці з Тернопільського національного педагогічного університету ім. В. Гнатюка | |
|      | Мирослав Кріль | головний дириґент академічного симфонічного оркестру Тернопільської обласної філармонії, заслужений діяч мистецтв України | за популяризацію української музики, зокрема пісень на слова Братів Лепких та їх улюбленого мелосу і творчу діяльність останніх років |
|      | Микола Кафтан  | художник-живописець | за вагомий внесок у розбудову культурно-мистецького простору Тернопілля, розвиток образотворчого мистецтва, залучення учнівської та студентської молоді до активного творчого життя, популяризацію образів Богдана Лепкого та учасників Революції Гідності й АТО                          |

### 2019 рік
| Фото | Прізвище, ім'я      | Фах, посада | За що присуджено |
| ---- | ------------------- | --- | --- |
|      | В'ячеслав Хім'як    | народний артист України, професор, завідувач кафедри театрального мистецтва Тернопільського національного педагогічного університету ім. В. Гнатюка | за виконання ролей гетьмана Івана Мазепи у виставі «Мазепа», автора у виставі «Тарас» та роль Тев’є у виставі «Поминальна молитва»                               |
|      | Степан Мамчур       | художник | за створення серії графічних портретів родини Лепких та інших творів                                                                                             |
|      | Василина Вовчанська | викладач Тернопільського національного педагогічного університету ім. В. Гнатюка                                                                    | за збірки художніх творів «Фестини», «Кохайте жінку», «Сонячний дзвіночок» та літературознавчі статті у засобах масової інформації про творчість Богдана Лепкого |
|      | Олександр Панченко  | доцент Українського Вільного Університету | за видання понад тридцять книжок з історії національно-визвольної битви                                                                                          |

### 2020 рік
- нагородження відбулося в Тернополі 28 січня 2021 року, в приміщенні Тернопільського обласного художнього музею

| Фото | Прізвище, ім'я    | Фах, посада                                                      | За що присуджено |
| ---- | ----------------- | ---------------------------------------------------------------- | --- |
|      | Віктор Палинський | письменник, есеїст, публіцисту літературний критик               | за книги «Час творити. Есеї про поетів, прозаїків, митців» і «Замок Золотої Липи» (обидві – 2019);                                                                                         |
|      | Михайло Кузів     | художник, архітектор                                             | за вагомий внесок в українське образотворче мистецтво, популяризацію імені та творчості Богдана Лепкого в малярстві, активну громадсько-культурну діяльність                               |
|      | Олег Кузів        | художник                                                         | за вагомий внесок в українське образотворче мистецтво, популяризацію імені та творчості Богдана Лепкого в малярстві, активну громадсько-культурну діяльність                               |
|      | Ярослав Стоцький  | історик, релігієзнавець, журналіст, літератор, громадський діяч  | за серії наукових і науково-популярних книг з релігієзнавства, краєзнавства і поетичних збірок в т.ч. добірки віршів навіяних творчістю Богдана Лепкого                                    |
|      | Михайло Тимошик   | краєзнавець, колекціонер, маркетолог, громадсько-політичний діяч | за ініціативу прийняття звернення обласної ради до Верховної Ради України про відзначення 150-річчя Богдана Лепкого на державному рівні та промоцію цієї визначної дати власними ресурсами |

### 2021 рік
| Фото | Прізвище, ім'я        | Фах, посада | За що присуджено |
| ---- | --------------------- | --- | --- |
|      | Святослав Дунець      | головний диригент академічного камерного хору «Бревіс» Тернопільської обласної філармонії, заслужений артист України    | за популяризацію творчості братів Богдана і Левка Лепких (твори «Чуєш, брате мій», «Гей, видно село…», «Час рікою пливе…» та ін.) |
|      | Галина Садовська      | заступниця головного редактора газети «Вільне життя плюс», заслужена журналістка України                                | за двокнижжя «Де твій берег, Україно?» (2021 р., видавництво «Богдан»; 752 та 608 стор.), приурочене 30-річчю Незалежності України |
|      | Леся Любарська        | поетеса, прозаїк, сценарист, член НСПУ, почесний громадянин Тернополя                                                   | за поему «І Бог нам Лепкого послав» (2020), збірки поезій «Був 2014 рік…» та «Осене моя барвиста» (обидві – 2018) і популяризацію творчості Богдана й Левка Лепких на концертах і зустрічах з читачами                                                               |
|      | Володимир Якубовський | головний художник Тернопільського обласного академічного театру актора і ляльки, член НСХУ, заслужений художник України | за художнє оформлення вистави «Казка про Ксеню і дванадцять місяців» (театр актора і ляльки), вистав за твором Б. Лепкого «Сотниківна» (театр-студія «Сузір’я, м. Тернопіль та Копичинецький народний драматичний), ілюстрації до збірок творів Б. Лепкого для дітей |

### 2022 рік
| Фото | Прізвище, ім'я    | Фах, посада | За що присуджено |
| ---- | ----------------- | --- | --- |
|      | Роман Вархол      | поет, член НСПУ | за активну літературну діяльність останніх років, зокрема книги «Підкова Пегасова, або Кобзарь по-лемківски» та «Легенда ветхозавітна од Бояна Лемківського» |
|      | Олеся Гудима      | художниця | за вагомий внесок в українське образотворче мистецтво та популяризацію української культури за кордоном, зокрема в Італії |
|      | Валерій Залужний  | генерал, Головнокомандувач Збройних сил України | за створення боєздатної армії й ефективну оборону та звільнення окупованих територій України від московських загарбників |
|      | Юрій Сиротюк      | громадський діяч, активний учасник Революції Гідності (автор цього терміна), публіцист, доброволець добровольчої чоти «Карпатська січ» (2014–2015), боєць 5-го окремого штурмового полку ЗСУ | за активну публіцистичну діяльність, відновлення історичної правди про національно-визвольний рух |
|      | Володимир Кравчук | поет, член НСПУ | за активну літературну діяльність та книги останніх років «Визріла дорога» та «Часоплин» |
|      | Петро Федоришин   | редактор, публіцист, член НСПУ | за літературознавчі та краєзнавчі дослідження, зокрема трилогію, присвячену 500-літтю Чорткова («Світло і тіні Чортківських замків. Сторінками історії міста (ХІ-XVIII ст.). Книга перша», «Таємниці скарбів Садовських. Сторінками історії Чорткова (1772 — 1918 рр.). Книга друга», «У круговерті часу. Сторінками історії Чорткова (1918 — 1991 рр.). Книга третя») |
|      | Мар'яна Савка     | поетеса, редакторка, літературознавець, член НСПУ | за серію літературознавчих праць, книги поезій для дітей та дорослих |

### 2023 рік
| Фото | Прізвище, ім'я        | Фах, посада | За що присуджено |
| ---- | --------------------- | --- | --- |
|      | Сергій Лазо           | заслужений діяч мистецтв України, член НСПУ | за творчість останніх років, зокрема книгу «І я люблю… та популяризацію української пісні |
|      | Микола Будлянський    | заслужений журналіст України, член НСПУ | за поетичну творчість останніх років, зокрема книги поезій «Смак пізнього яблука», «Любов і вирій» |
|      | Анатолій Баньковський | доцент кафедри музикознавства та методики музичного мистецтва ТНПУ ім. В. Гнатюка, заслужений працівник культури України, керівник оркестру ансамблю танцю «Надзбручанка», ансамблю народної музики «Музики», інструментального ансамблю «Діксиленд», тріо акордеоністів та ансамблю гітаристів | за навчально-методичного посібники, а також за значний особистий внесок у розвиток мистецької педагогіки та популяризацію пісень Богдана Лепкого                                                                             |
|      | Роман Горак           | науковець, письменник | за багаторічну популяризацію творчості Богдана Лепкого і книгу «Богдан Лепкий. Біографія: Роман-есей» |
|      | Раїса Обшарська       | членкиня НСЖУ і НСПУ | за книги останніх років «Перелітні сніговими: оповідання» та книги віршів «Кулі в трояндах» |
|      | Микола Шевчук         | заслужений художник України | за активну діяльність в галузі графіки, монументального, станкового та декоративного живопису, іконографії та скульптури, а також популяризацію творчості Богдана та Левка Лепкого, зокрема створення портрета Левка Лепкого |

### 2024 рік
| Фото | Прізвище, ім'я                   | Фах, посада                                            | За що присуджено |
| ---- | -------------------------------- | ------------------------------------------------------ | --- |
|      | Любов Бурак (Дзвінка Торохтушко) | поетеса, письменниця, перекладачка, громадська діячка  | за творчість останніх років, зокрема за поетичну збірку «Молитва», збірку новел «Фотограф» та волонтерську діяльність |
|      | Олександр Лагошняк               | прозаїк, публіцист, краєзнавець, член НСПУ             | за краєзнавчу і публіцистичну діяльність, зокрема за збірку оповідань «Ночі талергофа» (2021) |
|      | Іван Сонсядло                    | скульптор, член НСХУ                                   | за роботи, присвячені відомим українським діячам та національним героям, зокрема за пам’ятник Богдану Лепкому у м. Бережани                                                                                               |
|      | Богдан Федорів                   | педагог, художник                                      | за серію книг (альбомів-каталогів) «Соломія Крушельницька в роботах юних художників», «Сім чудес Тернополя», «Кобзар очима юних художників», «Богдан і Лев Лепкі в малюнках юних художників» та за педагогічну діяльність |
|      | Ніна Фіалко                      | письменниця, членкиня НСПУ                             | за творчу діяльність останніх років, зокрема роман «Дві обручки» та книгу «Коли брати стають ворогами…» |
|      | Євген Філь                       | військовослужбовець ЗСУ, громадський діяч, краєзнавець | за громадсько-патріотичну діяльність, пропаганду української культури та за ініціативу й організаційну роботу щодо створення «Музею національно-визвольної боротьби Тернопільщини»                                        |